# 평온의 바다

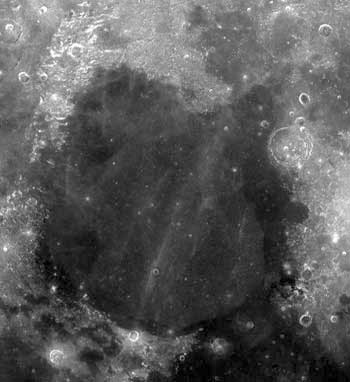
평온의 바다 사진

평온의 바다는 달의 비의 바다 동쪽에 있는 달의 바다이다.